# 耿莹
耿莹（1939年12月—），湖南醴陵人，毕业于中国画研究院，现任中国华夏文化遗产基金会理事长。

## 生平
耿莹的父亲耿飚，曾是外交部副部长、国防部长、国务院副总理，母亲是赵兰香。
1960年代初期，耿莹中专毕业之后，被分到北京地质队，主要负责寻找矿产。文化大革命之后，耿莹被调入北京制药厂，成为一名普通工人，她在该厂工作17年。
1979年，耿莹打算报考北京中医学院，但是却意外进了中国画研究院学习。
1990年代初期，耿莹渡海到美国打拼。
2007年，耿莹建立中国华夏文化遗产基金会，现任中国华夏文化遗产基金会理事长。

## 家庭
耿莹和丈夫育有2个女儿，在大女儿9岁时，两人离婚。